# هورست ریگر
هورست ریگر (انگلیسی: Horst Riege؛ زادهٔ ۲۷ آوریل ۱۹۵۳) بازیکن فوتبال اهل آلمان است.
از باشگاه‌هایی که در آن بازی کرده‌است می‌توان به باشگاه فوتبال اوردینگن ۰۵ اشاره کرد.